# Automeris heppneri
Automeris heppneri är en fjärilsart som beskrevs av Lemaire 1982. Automeris heppneri ingår i släktet Automeris och familjen påfågelsspinnare. Inga underarter finns listade i Catalogue of Life.